# Pospešeno kroženje
Pospešêno króženje je poseben primer kroženja, pri katerem je tangencialni pospešek različen od nič. Kroženje je sicer vedno pospešeno gibanje, saj tudi pri enakomernem kroženju na telo ves čas deluje pospešek v radialni smeri.